# (12976) Kalinenkov
(12976) Kalinenkov (1976 QK1) – planetoida z pasa głównego asteroid okrążająca Słońce w ciągu 3,82 lat w średniej odległości 2,44 j.a. Odkryta 26 sierpnia 1976 roku.